# 植村秀
植村 秀（うえむら しゅう、1928年〈昭和3年〉6月19日 - 2007年〈平成19年〉12月29日）は日本の美容家、美容師、メイクアップアーティスト。東京都出身。シュウウエムラ化粧品創業者。
息子は植村浩。

## 生涯

### 生い立ち
東京の羅紗婦人服地商「植村商店」代表・植村伝助の四男として生まれる。10代の頃に大病を患って長らく病床にあったときに、ヘアスタイルやメイクアップに興味を持つようになった。成城学園を卒業後、東京の美容専門学校に入学した。130人の生徒の中で唯一の男子生徒だった。

### メイクアップアーティストへ
植村が初めて映画のメイクアップを経験したのは、1957年の映画『ジョー・バタフライ』(Joe Butterfly)の日本での撮影にメイクアップアシスタントとして参加したときだった。植村は1950年代後半に日本を離れ、映画やテレビのメークアップビジネスに参入しようとした。
植村がブレイクしたのは、1962年の映画『青い目の蝶々さん』(My Geisha)の撮影においてだった。当時、ハリウッドで美容師をしていた植村は、この映画を担当していたメイクアップアーティストが病気になったため、その代役として急遽呼ばれた。植村は、女優のシャーリー・マクレーンに芸者のメイクを施し、高い評価を得た。また、この映画の製作者やマクレーンら出演者からも賞賛された。この評判により、植村はハリウッドでも人気の高いアーティストとなった。植村はメイクアップアーティストの見習いとして、エドワード・G・ロビンソン、フランク・シナトラ、ルシル・ボールなどといったハリウッドの著名人の仕事に関わるようになった。フランク・シナトラが出演した1965年の日米合作映画『勇者のみ』(None but the Brave)のメイクアップを担当したのが、初期の代表的な仕事だった。
植村は1960年に最初の化粧品を開発・発売した。最初の商品はクレンジングオイルで、石鹸よりもきれいな洗い上がりで、保湿効果もあり、今でも日本で人気の商品である。植村は、化粧品は顧客の肌の健康が第一であるというメイクアップ哲学を持っていた。また、化粧品で人為的に作るのではなく、その人が本来持っている美しさを引き出すことを信条としていた。

### スクール開校・会社設立

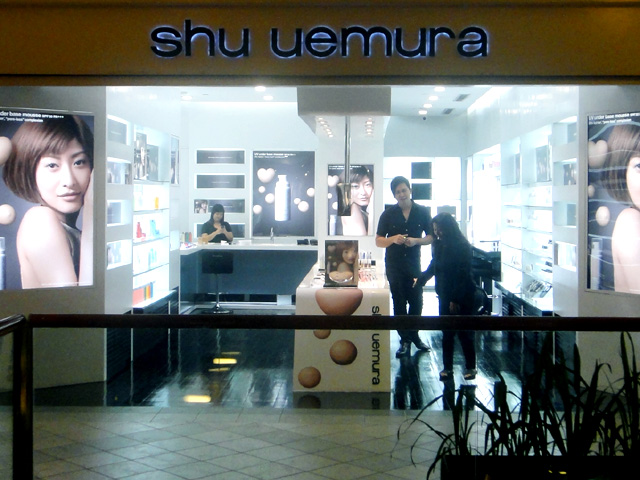
シュウウエムラの店舗（フィリピン・マカティ）

1964年に帰国した植村は、ハリウッドで学んだメイクアップ技術を教える「シュウ ウエムラ メイクアップ スクール」を開校した。1967年には化粧品会社「ジャパンメイクアップ」を設立し、東京・表参道に「シュウウエムラ・ビューティブティック」1号店を開店した。その後、1983年に社名を「シュウウエムラ化粧品」に変更した。植村の会社は、1980年代の日本の好景気と日本人の西洋製品嗜好により、売上を伸ばした。その結果、シュウウエムラ化粧品は、日本国内だけでなく海外の美容市場でも大きな力を発揮するようになった。また、アートディレクターとして及川廣信が1号店の開店に関わり成功をしたことから、及川の活動を長年パトロネージした。

### 会社売却
植村は、2004年にシュウウエムラ化粧品の支配権をフランスの化粧品メーカーであるロレアルに売却した。売却価格は非公開である。売却後も植村は、シュウウエムラ化粧品の製品開発に関わった。2008年初頭の時点で、シュウウエムラ化粧品は、世界中の店舗で年間約1億ドルの売上を上げていたと推定されている。植村が亡くなった時点で、パリ、ニューヨーク、ロンドン、香港に店舗があり、日本国内にもアウトレットがあった。同社の製品ラインは年々拡大し、ヘアケア製品やライフスタイル製品、香水、つけまつげ、ハンドメイドのメイクブラシなどを展開した。シュウウエムラのアイラッシュカーラーは、2006年の映画『プラダを着た悪魔』にも登場している。

### 死去
2007年12月29日、植村は急性肺炎のため東京都内において79歳で死去した。植村は、妻と、2002年に自身の化粧品ブランド「ウトワ」を立ち上げた息子の浩との3人暮らしだった。葬儀は2008年1月4日に執り行われた。
2008年1月31日に青山葬儀所でお別れ会が開かれ、お焼香ではなく赤いガラスに灯された蝋燭と赤いバラが献花された。多数の参列者が故人を偲び、クレンジングオイルが手渡された。

## 家族
植村家は先々代の植村伝助が、毛織商として英国へ渡航し取引契約を結び、1895年には閉鎖した三越洋服店の職工、商品、器械のすべてを入手して洋服裁縫業兼洋服地販売業者として成功、資産家地主となった。秀の父はその長男として1887年に生まれ、1909年に慶應義塾理財科を卒業、同年家督を相続し植村伝助を襲名、家業を継いだ。東京府多額納税者であり、妻には子爵諏訪忠元（諏訪忠誠の娘婿）の二女を迎えた。そのため、秀の母型の血統を遡ると諏訪氏、仙石氏、溝口氏などに行き着く。さらに遡れば徳川家康の12世孫であり、かつ熾仁親王妃董子は外祖父•諏訪忠元の従姉妹(忠元の実父•溝口直溥の養子となったため義姉弟でもある)である。世田谷区にあった邸宅跡は1993年に区に売却され、現在桜丘すみれば自然庭園になっている。